# Музей М. П. Стельмаха
Музей М. П. Стельмаха (Комунальний заклад «Літературно-меморіальний музей М. П. Стельмаха») відкритий 24 травня 1989 року на його батьківщині та знаходиться за адресою: Вінницька область, Літинський район, с. Дяківці, вул. Центральна, 7.

## Розташування
Музей розташований у спеціально збудованому будинку на першому поверсі якого бібліотека та читальна зала, на другому — сім музейних залів, в одному з яких представлений меморіальний робочий кабінет письменника.

## Експозиція
Фонд музею становить понад 600 предметів. Серед експонатів музею — картини українських художників; особисті речі М. Стельмаха: документи, рукописи, книги, фотографії.
В меморіальному робочому кабінеті знаходиться письмовий стіл та книжкові полиці з книгами особистої бібліотеки М. Стельмаха.

## Діяльність
Щорічно за участі працівників музею до дня народження письменника проводиться  літературне свято; запроваджено проведення лекцій та тематичних екскурсій.
Здійснюється поповнення фондів музею.